# Quadrângulo de Ismenius Lacus

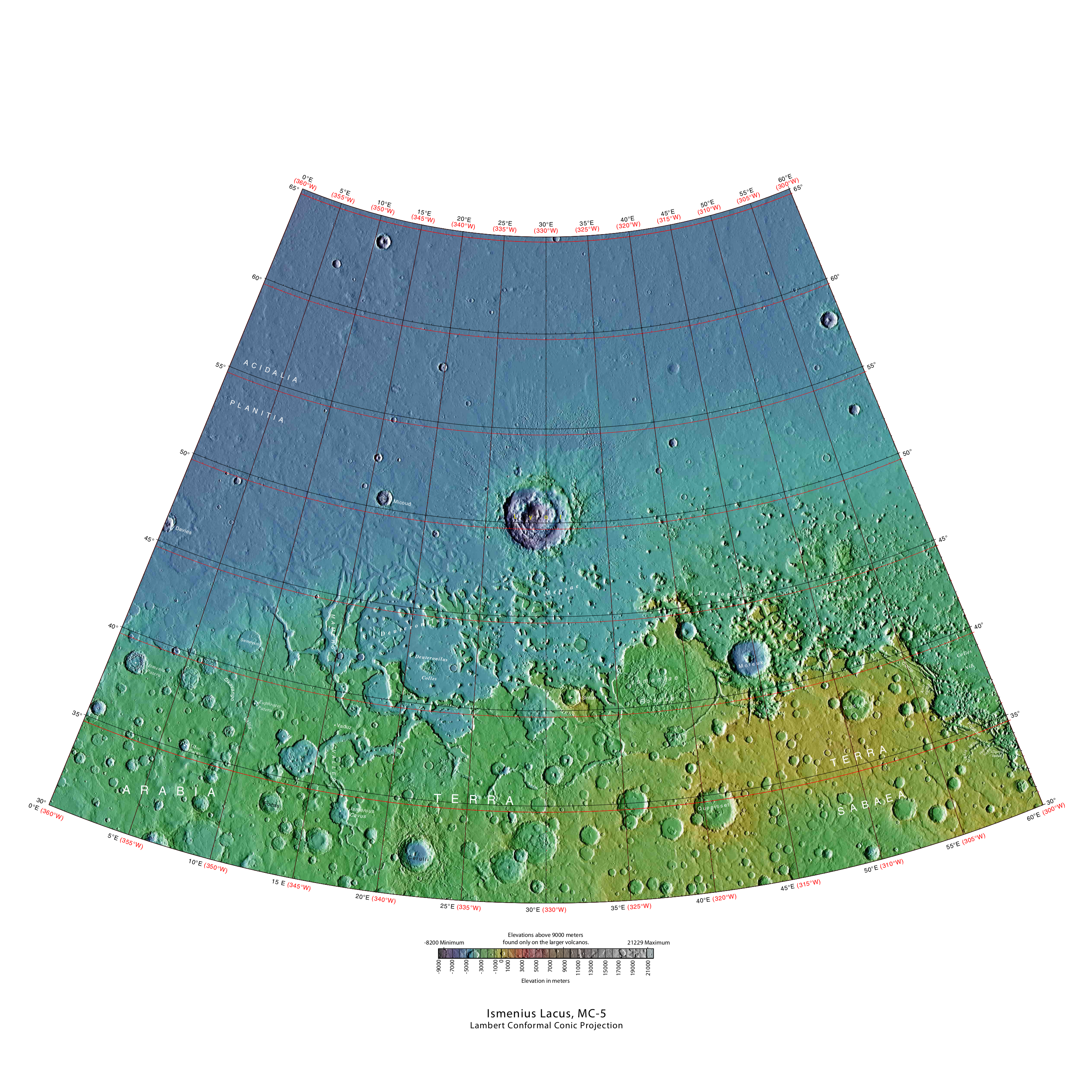
Quadrângulo de Ismenius Lacus

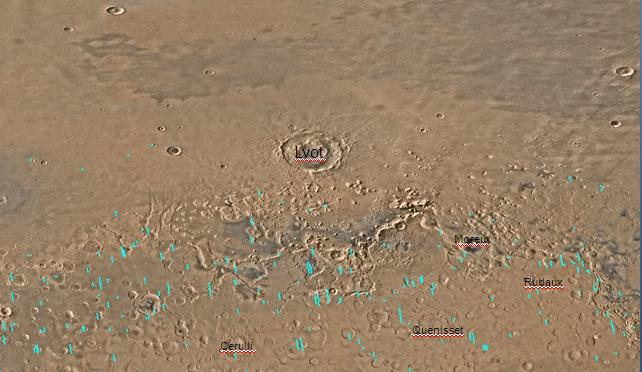
Mapa do quadrângulo de Ismenius Lacus, localizado logo a norte de Arabia, uma extensa área de albedo claro em Marte. Ela contém vastas quantidades de gelo nas geleiras que circundam suas montanhas.

O quadrângulo de Ismenius Lacus é um de uma série de 30 quadrângulos em Marte estabelecidos pelo Programa de Pesquisa de Astrogeologia do Serviço Geológico dos Estados Unidos (USGS em inglês). O quadrângulo se localiza na porção noroeste do hemisfério oriental de Marte e cobre uma área que vai das latitudes de 0º a 60º leste (300º a 360º longitude oeste) e 30º a 65º latitude norte. O quadrângulo utiliza uma projeção conforme de Lambert a uma escala nominal de 1:5 000 000 (1:5M). Também pode-se referir ao quadrângulo de Ismenius Lacus  como MC-5 (Mars Chart-5)..
As delimitações norte e sul do quadrângulo de Ismenius Lacus medem aproximadamente 3 065 km e 1 500 km de largura, respectivamente. A distância norte-sul é de aproximadamente 2 050 km (ligeiramente menor que a extensão da Groenlândia).O quadrângulo cobre uma área aproximada de 4,9 milhões de km², ou pouco mais de 3% da área superficial de Marte.
O quadrângulo de Ismenius Lacus abriga Deuteronilus Mensae e Protonilus Mensae, dois locais que são de especial interesse para os cientistas. Eles contêm evidência de atividade glacial passada e presente. 

## Origem do nome
Ismenius Lacus é o nome de uma formação de albedo telescópica localizada a 40° N e 30° E em Marte. O termo é o equivalente latino para Lago Ismeniano. Ismênia é o nome poético para Tebas, uma cidade na Grécia. O nome foi aprovado pela União Astronômica Internacional (UAI) em 1958.

## Fisiografia e Geologia
Na porção oriental de Ismenius Lacus, encontra-se Mamers Valles, um canal de fluxo gigante.

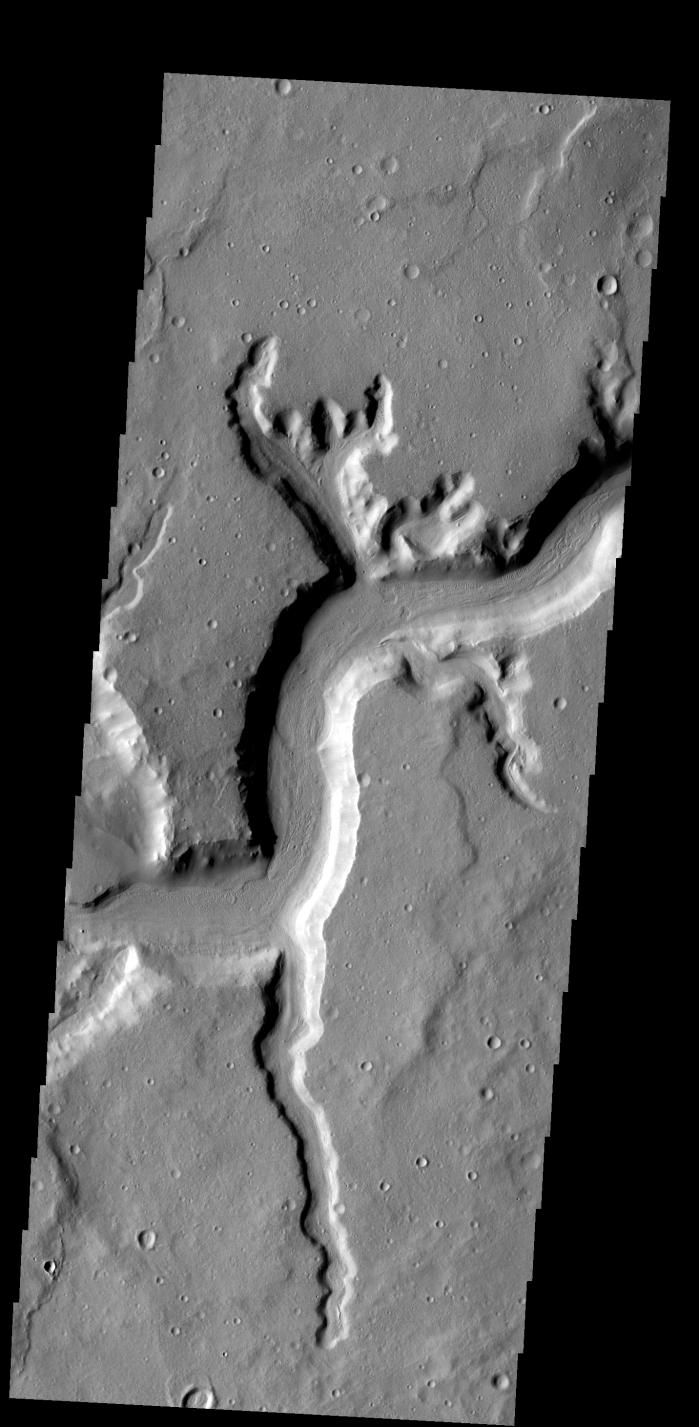
Vista estreita de Mamers Valles com suas falésias, visto pela HiRISE.
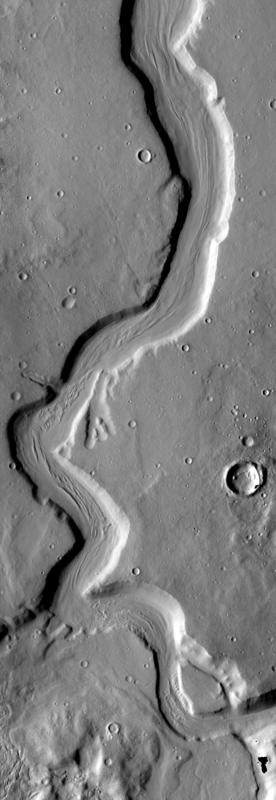
Vista das falésias de Mamers Valles.  Imagem da HiRISE.

## Cratera Lyot

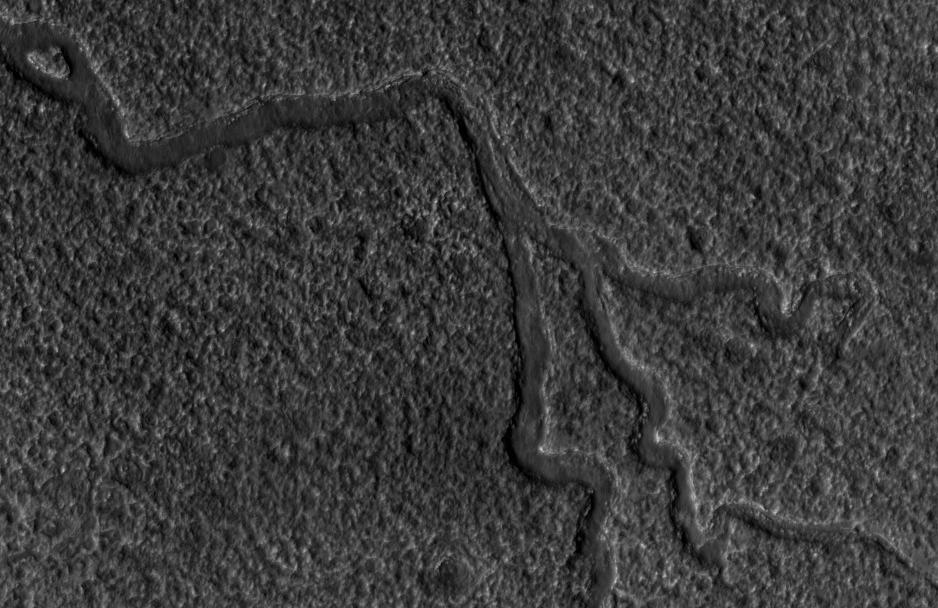
Canais na cratera Lyot vistos pela HiRISE.

As planícies do norte são geralmente planas e suaves com poucas crateras. No entanto, algumas poucas grandes crateras são encontradas. A cratera de impacto gigante Lyot é facilmente identificada a norte de Ismenius Lacus. A cratera  Lyot é o ponto mais profundo no hemisfério norte de Marte. Uma imagem ao lado das dunas da cratera Lyot exibe uma variedade de formas interessantes, dunas escuras, depósitos em tons claros, e rastros de redemoinho (Dust Devil Tracks). Redemoinhos, que lembram tornados em miniatura, criam os rastros removendo um fino depósito de poeira clara revelando a superfície mais escura abaixo da superfície. 
Especula-se que os depósitos em tons claros contêm minerais formados na presença de água. 
Uma pesquisa, publicada em junho de 2010, descreveu a evidência de água líquida na cratera Lyot no passado.

## Outras crateras
Crateras de impacto geralmente possuem uma borda com ejecta ao seu redor; em contraste as crateras vulcânicas não possuem borda ou depósitos de ejecta. À medida que as crateras ficam mais largas (maior que 10 km em diâmetro) elas geralmente passam a ter um pico central. À medida que as crateras ficam mais largas (maior que 10 km em diâmetro) elas geralmente passam a ter um pico central.  Às vezes as crateras exibirão camadas. As crateras tem o potencial de expor o que se oculta por baixo do solo.

## Terreno erodido

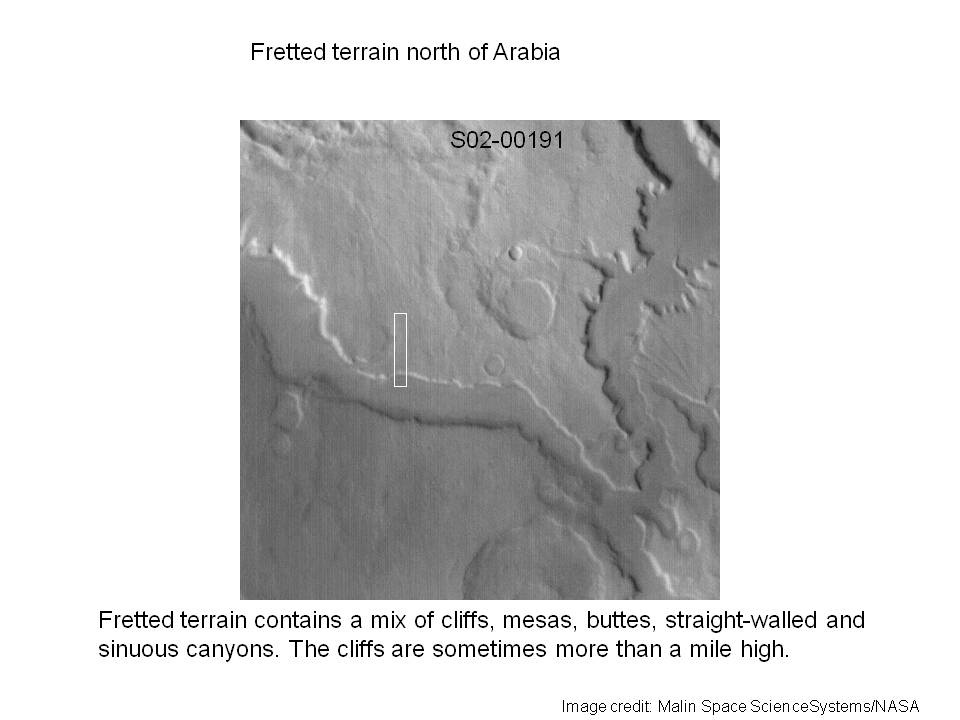
Terreno erodido em Ismenius Lacus exibindo vales com o leito plano e falésias. Foto obtida pela Mars Orbiter Camera (MOC) a bordo da Mars Global Surveyor.

O quadrângulo de Ismenius Lacus contém várias formações interessantes tais como o terreno erodido, partes do qual são chamados Deuteronilus Mensae e Protonilus Mensae. O terreno erodido contém depressões planas e suaves ao lado de falésias íngremes. As escarpas e falésias possuem geralmente 1 ou 2 km de altura. Canais na área possuem leitos largos e planos e íngremes laterais. Vários buttes e mesas estão presentes.  Em um terreno erodido a terra parece passar por uma transição de vales estreitos e retos a mesas isoladas. A maioria das mesas está cercadas por formações que têm sido denominadas em diferentes maneiras: circum-mesa aprons, debris aprons, geleiras de rocha e lobate debris aprons. À primeira vista, essas formações pareceram se tratar geleiras rochosas na Terra. Mas os cientistas não estavam certos. Mesmo após a Mars Orbiter Camera (MOC) da Mars Global Surveyor (MGS) ter obtido uma variedade de imagens do terreno erodido, os peritos ainda não foram capazes de definir se o material estava se movendo tal como se esperaria de um depósito rico em gelo (geleira). Eventualmente, a prova de sua verdadeira natureza foi descoberta por estudos de radar executados pela Mars Reconnaissance Orbiter que demonstrou que estes locais contém água pura coberta com uma fina camada de rochas que acabou por ilhar o gelo.

## Geleiras
As geleiras ocupam muito da superfície observável de Marte. Acredita-se que grande parte da área em altas altitudes, especialmente no quadrângulo de Ismenius Lacus contenha enormes quantidades de gelo de água. Em março de 2010, cientistas publicaram os resultados de um estudo de radar de uma área chamada Deuteronilus Mensae, que encontrou evidência generalizada de gelo pouco abaixo da superfície de cascalho. O gelo fora provavelmente depositado na forma de neve em um clima passado quando os pólos eram mais inclinados.  Seria difícil passear em um terreno erodido onde as geleiras são comuns pois a superfície nesses locais contém dobras, buracos, sendo muitas vezes coberta com estrias lineares. As estrias indicam a direção do movimento. Muito dessa superfície áspera se deve à sublimação de gelo enterrado. O gelo passa diretamente do estado sólido para o gasoso (esse processo é chamado sublimação), deixando para trás um espaço vazio. O material superficial então desaba dentro do vazio. As geleiras não são compostas de gelo puro, mas também de impurezas e rochas. Às vezes, elas depositarão grandes quantidades de material em tergos. Tais tergos são chamados morenas. Alguns locais em Marte apresentam grupos de tergos em espirais; tal disposição pode ser decorrente em sua maior parte de uma movimentação adicional após os tergos já terem se estabelecido. Por vezes pedaços de gelo se desprendem das geleiras e são enterrados na superfície do solo. Quando eles derretem um buraco mais ou menos redondo permanece.  Na Terra chamamos essas formações de kettles ou buracos de kettle. O Parque Mendon Ponds ao norte do estado de NY nos Estados Unidos tem preservado vários desses kettles. A imagem da HiRISE abaixo exibe possíveis kettles na cratera Moreaux.

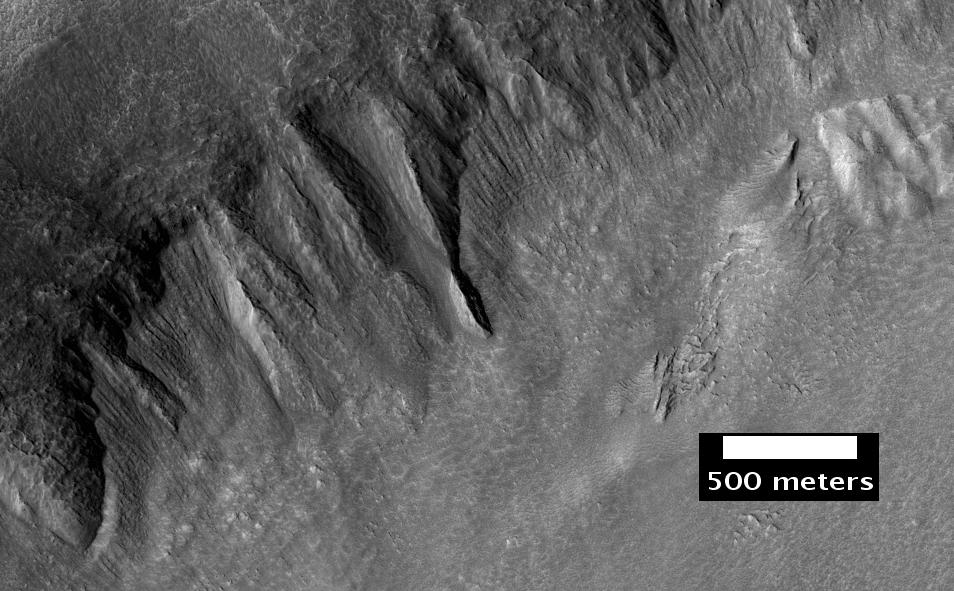
Local onde um lobate debris apron começa.  Note as listras que indicam o movimento. Imagem localizada no quadrângulo de Ismenius Lacus. Foi demonstrado que lobate debris aprons abrigam gelo de água quase pura coberto por uma camada de cascalhos rochosos.
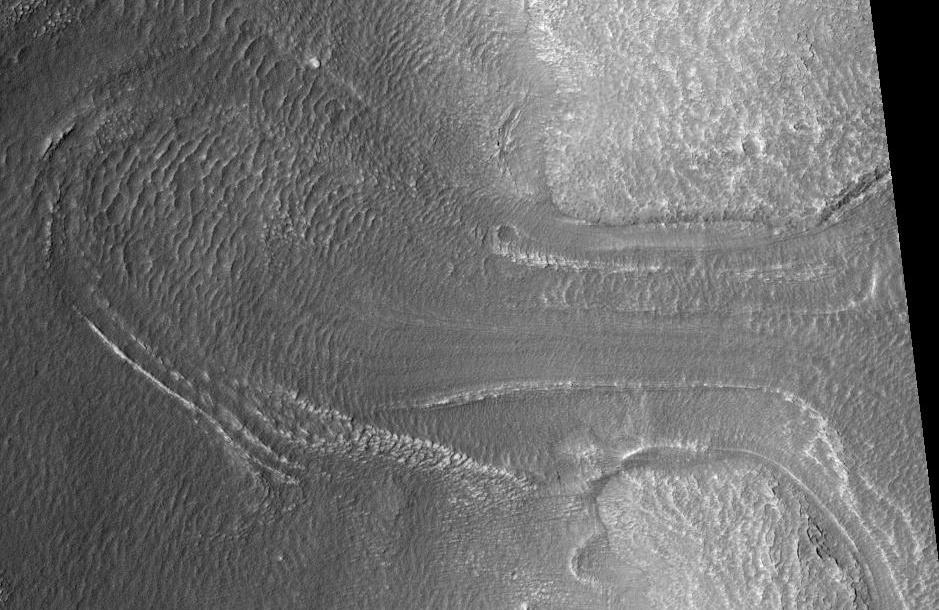
Provável geleira vista pela HiRISE sob o programa HiWish.  Estudos de radar têm demonstrado que esta é composta quase que completamente de gelo puro. Ela parece estar se movendo a partir de um terreno elevado (uma mesa) à direita.
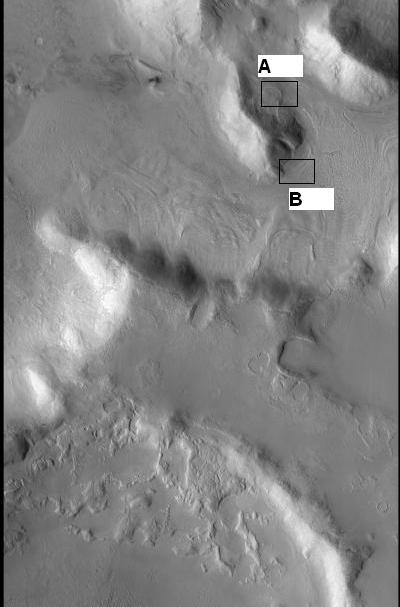
Imagem em contexto da CTX mostrando a localização da imagem seguinte da HiRISE (caixa com a letra A).
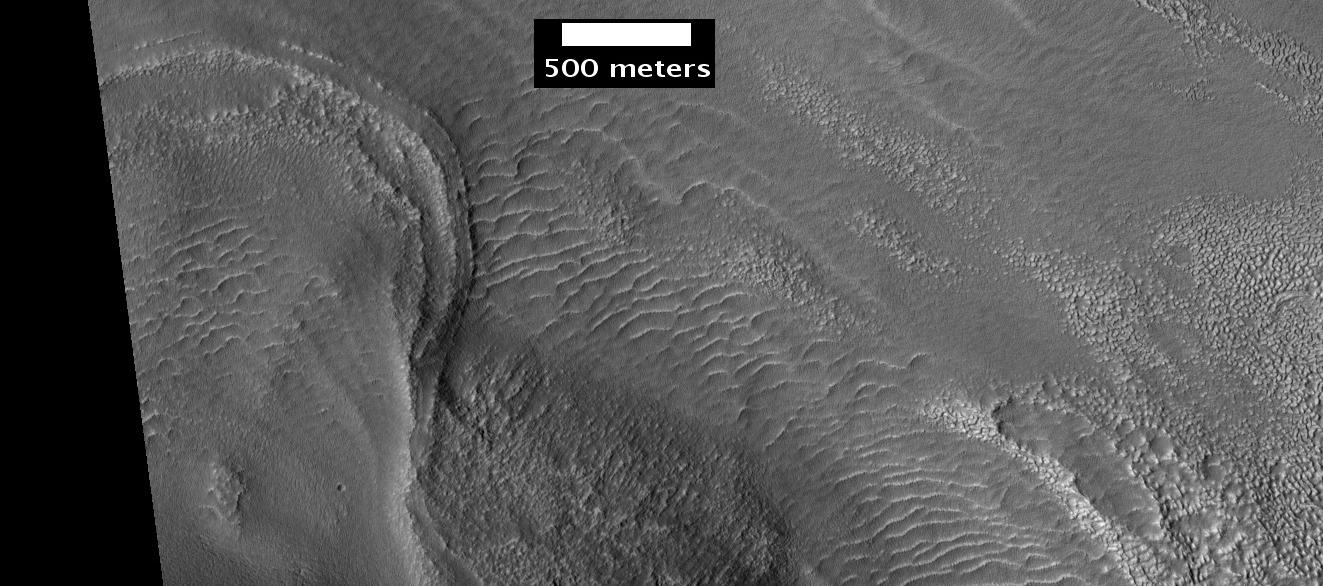
Possível morena na terminação de uma antiga geleira ou montículo em Deuteronilus Mensae, visto pela HiRISE, sob o programa HiWish.  A localização dessa imagem é a legenda A na imagem anterior.

## Deltas

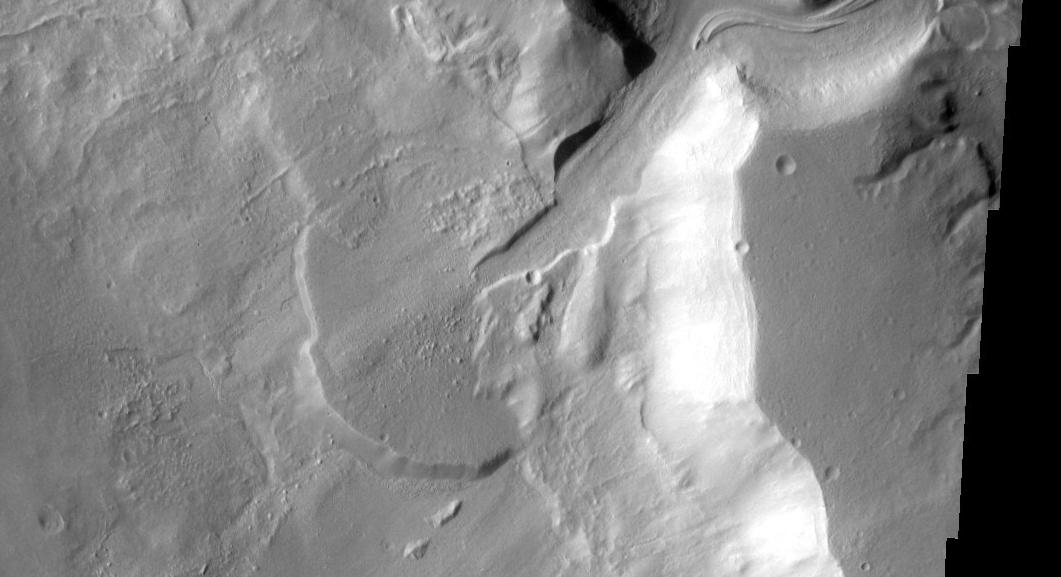
Delta no quadrângulo de Ismenius Lacus, visto pela THEMIS.

Pesquisadores têm encontrado vários exemplos de deltas que se formaram em lagos marcianos. Deltas são um grande sinal de que Marte outrora abrigou grandes quantidades de água pois os deltas geralmente demandam a presença de águas profundas por um longo tempo para se formarem. Além disso, o nível da água deve estar estável para impedir que o sedimento seja levado. Deltas têm sido encontrados em uma variedade de localizações geográficas. 
Ao lado, uma imagem de um no quadrângulo de Ismenius Lacus.

## Buracos e fendas
Alguns locais no quadrângulo de Ismenius Lacus exibem um grande número de fendas e buracos. Acredita-se que estes sejam resultado da sublimação do gelo subterrâneo (passando diretamente do sólido para o gasoso). Após o desaparecimento do gelo, o solo desaba na forma de buracos ou fendas. Os buracos podem surgir primeiro. Quando buracos o bastante se formam, eles se unem formando fendas.

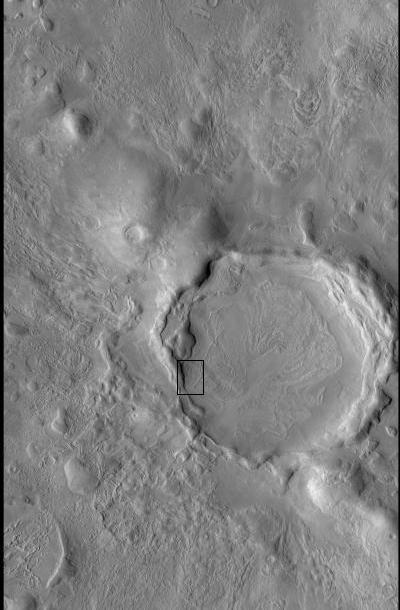
Imagem da CTX de Protonilus Mensae, mostrando a localização da próxima imagem.
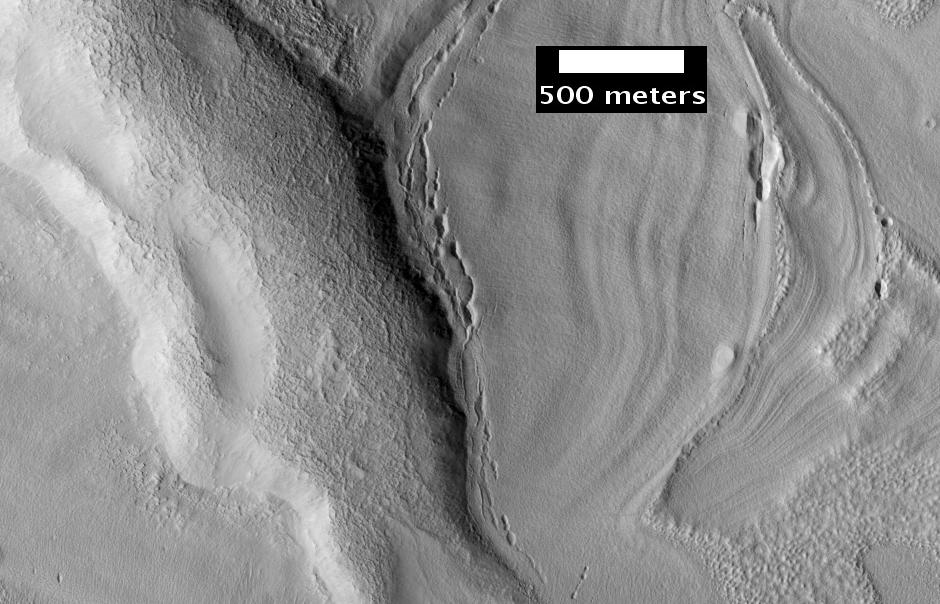
Buracos em Protonilus Mensae, visto pela HiRISE, sob o programa HiWish.

## Outras imagens do quadrângulo de Ismenius Lacus

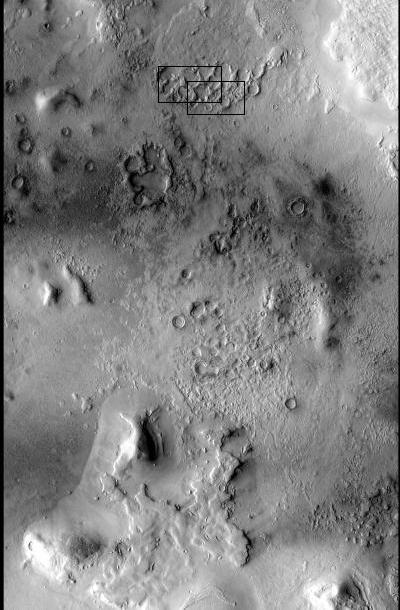
Imagem em contexto da CTX de Deuteronilus Mensae mostrando a localização das próximas duas imagens.
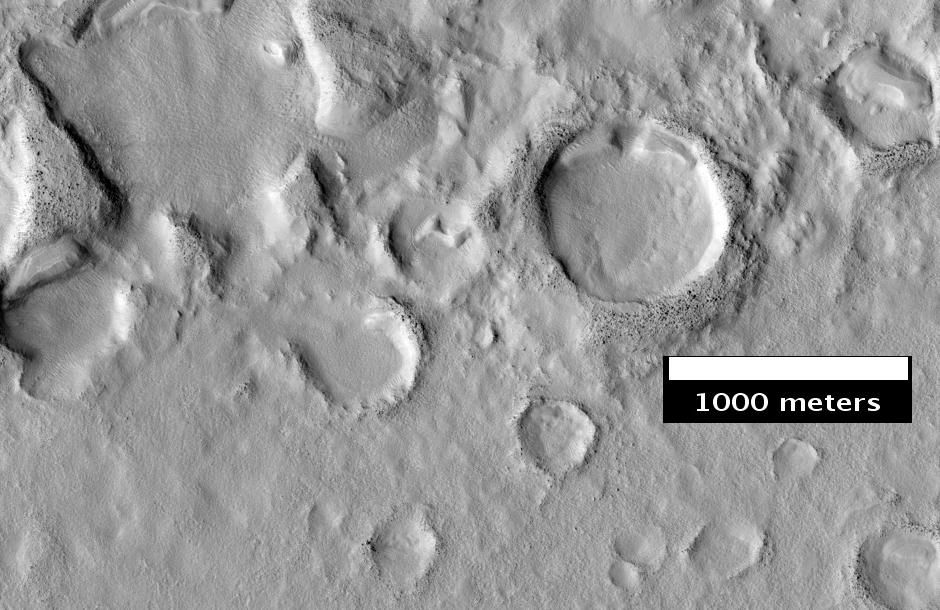
Terreno erodido em Deuteronilus Mensae, visto pela HiRISE, sob o programa HiWish.
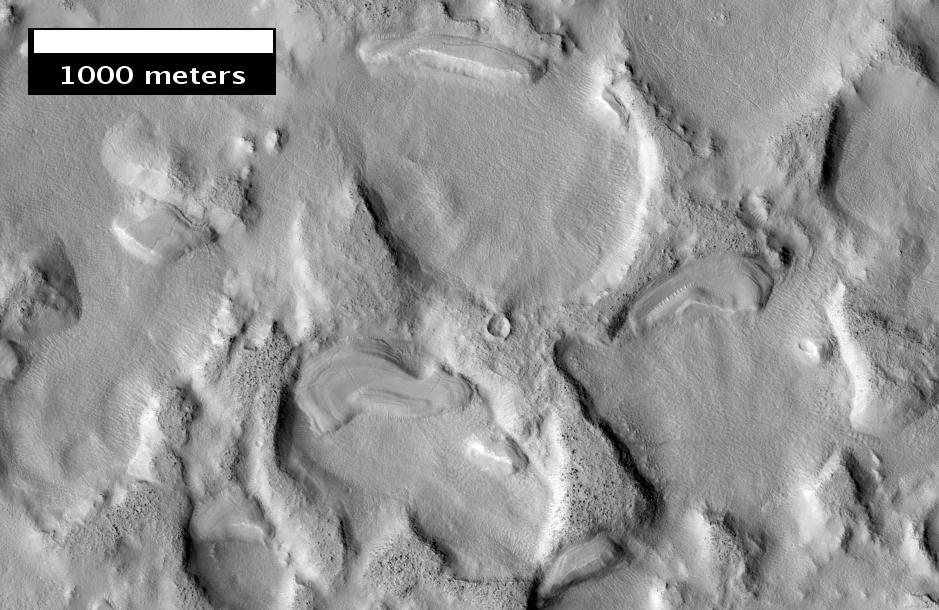
Outra vista do terreno erodido em Deuteronilus Mensae, visto pela HiRISE, sob o programa HiWish.
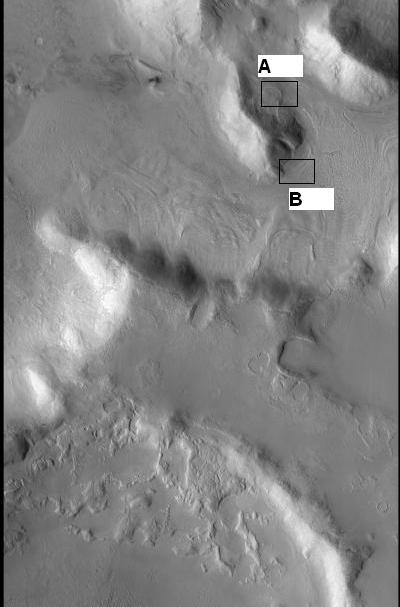
Imagem em contexto da CTX mostrando a localização da próxima imagem da HiRISE (caixa com a letra B).
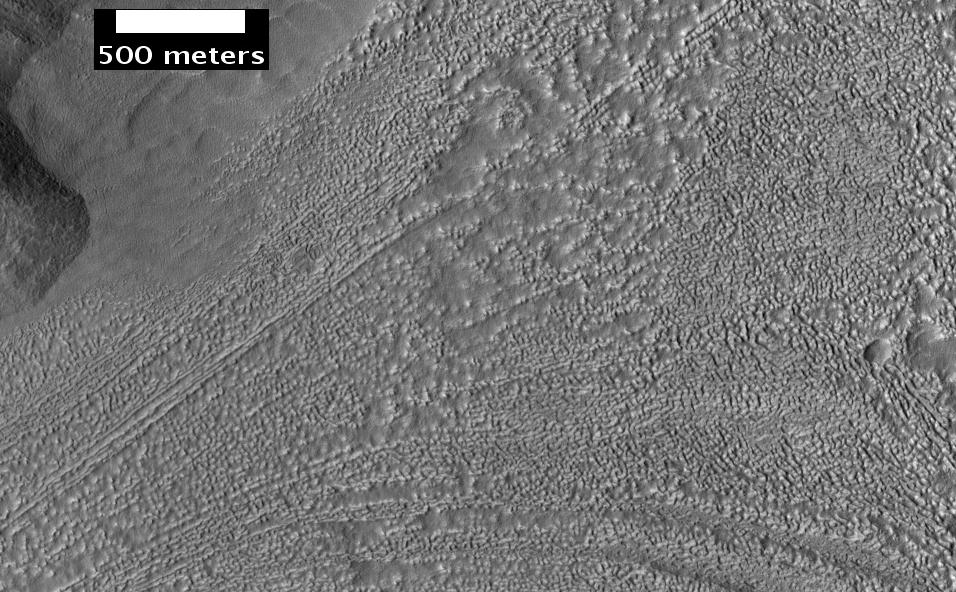
Superfície complexa ao redor de um montículo em Deuteronilus Mensae, visto pela HiRISE, sob o programa HiWish.  A localização dessa imagem é a legenda B na imagem anterior.